# Foho Doulelo
Der Foho Doulelo (kurz Doulelo) ist ein Berg im osttimoresischen Verwaltungsamt Cailaco Gemeinde (Bobonaro) mit einer Höhe von 524 m. Er liegt im Südosten der Aldeia Daulelo (Suco Meligo). Nördlich fließt der Hatopoci, ein Zufluss des Nunura. Ein weiterer, der Malubolo, entspringt westlich des Gipfels. Südlich erhebt sich der Lesululi (1242 m).